# LAB (группа)
LAB — альтернативная рок-группа из Хельсинки, Финляндия. Её сингл «Beat the Boys» был включен в саундтрек видеоигры FlatOut.
Группа выпустила три альбома.

## Формирование
Группа образовалась в 1997 году и состояла из пяти членов (певица Ана и гитарист Йоханнес — сестра и брат).
- Ана Леппяля[1] — вокал
- Пекка Лайне[2] — гитара
- Иоханнес Леппяля — гитара
- Кирка Сайнио — бас-гитара (Airdash, Scourger, Gandalf)
- Маса[прояснить] — ударные

## Дискография

### Альбомы
- Porn Beautiful (2000)
- Devil Is a Girl (2002)
- Where Heaven Ends (2005)

### Синглы
- Get Me a Name (06/1999)
- 'Til You’re Numb (09/1999)
- Isn’t He Beautiful (02/2000)
- Killing Me (06/2000)
- Beat the Boys (02/2002)
- Machine Girl (07/2003)
- When Heaven Gets Dirty (03/2005)
- Love Like Hell (04/2005)

### Музыкальные клипы
- Til You’re Numb
- Beat the Boys
- Machine Girl
- When Heaven Gets Dirty

В большинстве их музыкальных видео на певице Ане надет костюм ангела (короткое белое платье с парой крыльев).